# Coelophrys mollis
Coelophrys mollis es una especie de pez del género Coelophrys, familia Ogcocephalidae. Fue descrita científicamente por Smith & Radcliffe en 1912.
Se distribuye por el Pacífico Central Occidental: Filipinas. La longitud total (TL) es de 3,9 centímetros. Está clasificada como una especie marina inofensiva para el ser humano.